# Alfabet łotewski
Alfabet łotewski – alfabet oparty na alfabecie łacińskim, służący do zapisu języka łotewskiego. Składa się z 33 następujących liter:
A, Ā, B, C, Č, D, E, Ē, F, G, Ģ, H, I, Ī, J, K, Ķ, L, Ļ, M, N, Ņ, O, P, R, S, Š, T, U, Ū, V, Z, Ž.
W alfabecie łotewskim nie ma pochodzących z podstawowego alfabetu łacińskiego liter Q, W, X i Y.